# Floscopa perforans
Floscopa perforans är en himmelsblomsväxtart som beskrevs av Henry Hurd Rusby. Floscopa perforans ingår i släktet Floscopa och familjen himmelsblomsväxter.
Artens utbredningsområde är Bolivia. Inga underarter finns listade.